# Neotaxia
Neotaxia là một chi bướm đêm thuộc họ Geometridae.